# Любимов, Алексей Александрович
Любимов, Алексей Александрович (род. 27 июля 1981 года, г. Саранск, РСФСР) — российский артист балета, ведущий солист Московского академического музыкального театра имени К. С. Станиславского и Вл. И. Немировича-Данченко, заслуженный артист РФ (2019).

## Биография
Алексей Любимов родился в городе Саранске, где до 14 лет, помимо балета, занимался бальными танцами, окончил музыкальную школу, обучался кикбоксингу. В 1996 году поступил в Пермское государственное хореографическое училище, по окончании которого работал в Японии и практически сразу же, в 2000 году, был принят в труппу Московского академического музыкального театра имени К. С. Станиславского и Вл. И. Немировича-Данченко.
Является единственным солистом театра, исполнившим сольные партии в трёх поставленных для МАМТа балетах Джона Ноймайера: «Чайка» (Костя Треплев), «Русалочка» (Эдвард/Принц), «Татьяна» (Евгений Онегин и Князь Н.), на премьерном показе которого партию Татьяны станцевала Диана Вишнёва. Алексей Любимов также входил в число первых исполнителей сольных партий в российских премьерах балетов Иржи Килиана («Маленькая смерть», «Бессонница», «Восковые крылья»), Кристиана Шпука («Анна Каренина»), Кеннета Макмиллана («Майерлинг»). На протяжении своей карьеры артист также сотрудничал с такими хореографами, как Юрий Григорович (Данила в балете «Каменный цветок»), Начо Дуато (сольные партии в балетах «В лесу» и «За вас приемлю смерть»), Йорма Эло (сольные партии в балетах «Затачивая до остроты» и «Первая вспышка»), Андрей Кайдановский («Чай или кофе», "Пижамная вечеринка). В 2016, 2017 и 2018 годах принимал участие в проекте МАМТа «Точка пересечения».
За пределами театра Любимов сотрудничает с ключевыми российскими хореографами. С 2000-х годов участвует в авторских постановках Константина Уральского, главного балетмейстера Астраханского театра оперы и балета («Вальс белых орхидей», «Андрей Рублёв»). В 2018 исполнил одну из главных партий — партию Воронова — в спектакле Юрия Смекалова «Солярис». В августе того же года вместе с примой Королевского театра оперы и балета «Ковент-Гарден» Натальей Осиповой принял участие в постановке Владимира Варнавы «Айседора», с успехом прошедшей в Калифорнии и рассказывающей о ключевых концепциях и философии пластического танца Айседоры Дункан.
Алексей Любимов также известен продолжительной дружбой и плодотворным сотрудничеством со всемирно известным танцовщиком Сергеем Полуниным. Одной из первых совместных работ стало соло Полунина «Послеполуденный отдых фавна». С 2018 года артист танцует сольную партию в балете SATORI, премьера которого состоялась в лондонском «Колизее» и в создании хореографии для которого Любимов также принимал участие. В мае 2019 года в концертном зале «Барвиха Luxury Village», а затем в лондонском театре The London Palladium состоялись премьерные показы балета RASPUTIN японского хореографа Юки Ойши на музыку композитора Кирилла Рихтера, в котором Сергей Полунин исполнил партию Распутина, российская фигуристка Елена Ильиных — партию императрицы Александры Фёдоровны, а Алексей Любимов — партию императора Николая II. В июне 2019 году он также принял участие в V Международном фестивале искусств имени П. И. Чайковского в Клину, где совместно с Сергеем Полуниным и Дейаном Коларовым, первым солистом Национального театра в Белграде (Сербия), исполнил сольную партию в дилогии Юки Ойши PARADOX + SACRÉ.

## Репертуар
Московский академический музыкальный театр имени К. С. Станиславского и Вл. И. Немировича-Данченко
- Константин Левин, Стива — Анна Каренина (муз. Сергей Рахманинов, Витольд Лютославский, Сулхан Цинцадзе, Иосиф Барданашвили; хореогр. Кристиан Шпук)
- Солист («Концерт») — Балеты Джерома Роббинса (муз. Фредерик Шопен; хореогр. Джером Роббинс)
- Три ведущие пары («Вальс») — Балеты Фредерика Аштона (муз. Сергей Рахманинов, Морис Равель, Ференц Лист; хореогр. Фредерик Аштон)
- Друг Солора — Баядерка (муз. Людвиг Минкус; хореогр. Наталья Макарова)
- Дуэт II — Призрачный бал (Брянцев / Гёке / Нахарин) (муз. Фредерик Шопен; хореогр. Дмитрий Брянцев)
- Ганс — Жизель (муз. Адольф Адан; хореогр. Жан Коралли, Жюль Перро, Мариус Петипа)
- Данила, Северьян — Каменный цветок (муз. Сергей Прокофьев; хореогр. Юрий Григорович)
- Лидер левый — Пижамная вечеринка (Кончерто барокко / Восковые крылья / Пижамная вечеринка) (хореогр. Андрей Кайдановский)
- Солист — Маленькая смерть (Лифарь / Килиан / Форсайт) (муз. Вольфганг Амадей Моцарт; хореогр. Иржи Килиан)
- Венгерский офицер — Майерлинг (муз. Ференц Лист; хореогр. Кеннет МакМиллан)
- Леско — Манон (муз. Жюль Массне; хореогр. Кеннет МакМиллан)
- Колдунья Мэдж — Сильфида (муз. Жан-Мадлен Шнейцхоффер; хореогр. Пьер Лакотт)
- Мизгирь — Снегурочка (муз. Пётр Чайковский; хореогр. Владимир Бурмейстер)
- Евгений Онегин, Князь Н. — Татьяна (муз. Лера Ауэрбах; хореогр. Джон Ноймайер)
- Пётр Николаевич Сорин, Брат Аркадиной — Чайка (муз. Дмитрий Шостакович, Эвелин Гленни, Пётр Чайковский, Александр Скрябин; хореогр. Джон Ноймайер)

Polunin Ink Ltd.
- Император Николай II — Rasputin (муз. Кирилл Рихтер; хореогр. Юка Ойши)
- Солист — Paradox (муз. Игорь Стравинский, Фредерик Шопен; хореогр. Юка Ойши)
- Тени — Satori (муз. Лоренц Дангель; хореогр. Сергей Полунин)

Другое
- Железный занавес (хореогр. Дмитрий Хамзин). В рамках проекта МАМТ имени К. С. Станиславского и Вл. И. Немировича-Данченко «Точка пересечения» (2017).
- Песочные часы (хореогр. Ксения Вист). В рамках проекта МАМТ имени К. С. Станиславского и Вл. И. Немировича-Данченко «Точка пересечения» (2018).
- Чай или кофе (хореогр. Андрей Кайдановский). В рамках проекта МАМТ имени К. С. Станиславского и Вл. И. Немировича-Данченко «Точка пересечения» (2016).
- X2 (хореогр. Дастин Кляйн). В рамках проекта МАМТ имени К. С. Станиславского и Вл. И. Немировича-Данченко «Точка пересечения» (2017).

## Награды и премии
- Заслуженный артист РФ (2019)[10]
- Лауреат балетной премии «Душа танца» в номинации «Звезда» (2017)[11]
- Дипломант балетного конкурса «Арабеск» (2006)[12]